# Cryptosporium betulinum
Cryptosporium betulinum är en svampart som beskrevs av Corda 1837. Cryptosporium betulinum ingår i släktet Cryptosporium, divisionen sporsäcksvampar och riket svampar.   Inga underarter finns listade i Catalogue of Life.